# Room 6
Room 6 (br: Quarto 6) é um filme americano do gênero horror de 2006, estrelando Christine Taylor, Shane Brolly, Jerry O'Connell, e Ellie Cornell. O filme foi dirigido e co-escrito por Michael Hurst. Mark A. Altman também ajudou no roteiro do filme.

## Sinopse
Amy (Christine Taylor), precisa enfrentar seus maiores medos quando seu noivo, Nick (Shane Brolly), é internado em um hospital misterioso após um acidente de carro quase fatal. Então ela faz amizade com o belo e sedutor Lucas (Jerry O'Connell), que dirigia o outro carro do acidente e teve sua irmã internada no mesmo hospital que Nick.  Eventos misteriosos começam a acontecer com Amy e Lucas, que começam a acreditar que precisam confrontar seus demônios, figurativamente e literalmente, para ela salvar seu namorado, e Lucas a sua irmã. Porém, Lucas esconde um segredo terrível e tremendamente assustador, sobre sua verdadeira personalidade, e que está relacionado ao hospital.

## Elenco
- Jerry O'Connell - Lucas/Demônio
- Mark A. Altman - Doutor McCoy
- John Billingsley - Harrison
- Shane Brolly - Nick
- Ellie Cornell - Sarah
- Stacy Fuson - Enfermeira Price
- Mary Pat Gleason - Enfermeira Holiday
- Kane Hodder - Demônio sem-teto
- Katie Lohmann - Enfermeira Peterson
- Peter MacKenzie - Dr. Kent
- James Michael McCauley - Sacerdote/Padre
- Bess Meisler - Ellen
- Jill Montgomery - Enfermeira Montgomery
- Chloë Moretz - Melissa Norman
- Jack Riley - Brewster
- Jimmy Shubert - Bob
- Christine Taylor - Amy
- Lisa Ann Walter - Sgt. Burch